# كليتوس سلدين
كليتوس سلدين (بالإنجليزية: Cletus Seldin)‏ مواليد 11 سبتمبر 1986 في شيرلي، هو ملاكم محترف أمريكي يصنف ضمن فئة وزن الوسط.

## إحصائيات
خاض خلال مسيرته 20 نزالا، فاز في 19 ولم يتعادل ولم يخسر. فاز بالضربة القاضية في 16 نزالا.

## وصلات خارجية
- كليتوس سلدين على موقع بوكس ريك (الإنجليزية) (registration required)

- الموقع الرسمي